# Östhammars kommun
60°15′N 18°22′Ø / 60.250°N 18.367°Ø
Östhammar kommune ligger i landskapet Uppland i det svenske län Uppsala län. Kommunens administrationcenter ligger i byen Östhammar. 
Naturreservatet Andersby ängsbackar og Forsmark atomkraftværk ligger i kommunen.

## Byer
Östhammar kommune har otte byer.
Indbyggere pr. 31. december 2005.
| #  | By          | Indbyggere |
| -- | ----------- | ---------- |
| 1. | Östhammar   | 4.598      |
| 2. | Gimo        | 2.702      |
| 3. | Österbybruk | 2.230      |
| 4. | Alunda      | 2.224      |
| 5. | Öregrund    | 1.552      |
| 6. | Hargshamn   | 304        |
| 7. | Dannemora   | 238        |
| 8. | Norrskedika | 223        |
| 9. | Skoby       | 141*       |

- *Den del som ligger i Östhammar kommune.

## Eksterne kilder og henvisninger
- Wikimedia Commons har flere filer relateret til Östhammars kommun
- ”Kommunarealer den 1. januar 2012” (Excel). Statistiska centralbyrån.
- ”Folkmängd i riket, län och kommuner 30 juni 2012”. Statistiska centralbyrån.